# Котон Вали (Луизијана)
Котон Вали (енгл. Cotton Valley) град је у америчкој савезној држави Луизијана.

## Демографија
По попису из 2010. године број становника је 1.009, што је 180 (-15,1%) становника мање него 2000. године.
| Група             | 2000.       | 2010.       |
| Белци             | 660 (55,5%) | 534 (52,9%) |
| Афроамериканци    | 504 (42,4%) | 451 (44,7%) |
| Азијати           | 0 (0,0%)    | 1 (0,1%)    |
| Хиспаноамериканци | 17 (1,4%)   | 9 (0,9%)    |
| Укупно            | 1.189       | 1.009       |